# Франсуа Кене
Франсуа Кене  (фр. François Quesnay; * 4 червня 1694, Мер, Франція — † 16 грудня 1774, Версаль, Франція) — французький економіст, засновник школи фізіократів, лейб-медик короля Людовіка XV. Відомий своєю працею «Економічна таблиця» (1758 р.), в якій виклав основні ідеї «фізіократії». Мотивом створення цієї праці став запит короля Франції Людовика XV, якого цікавили проблеми наповнення казни та сплати податків. Ф. Кене запровадив у суспільствознавчі науки термін «економічний аналіз».

## Погляди

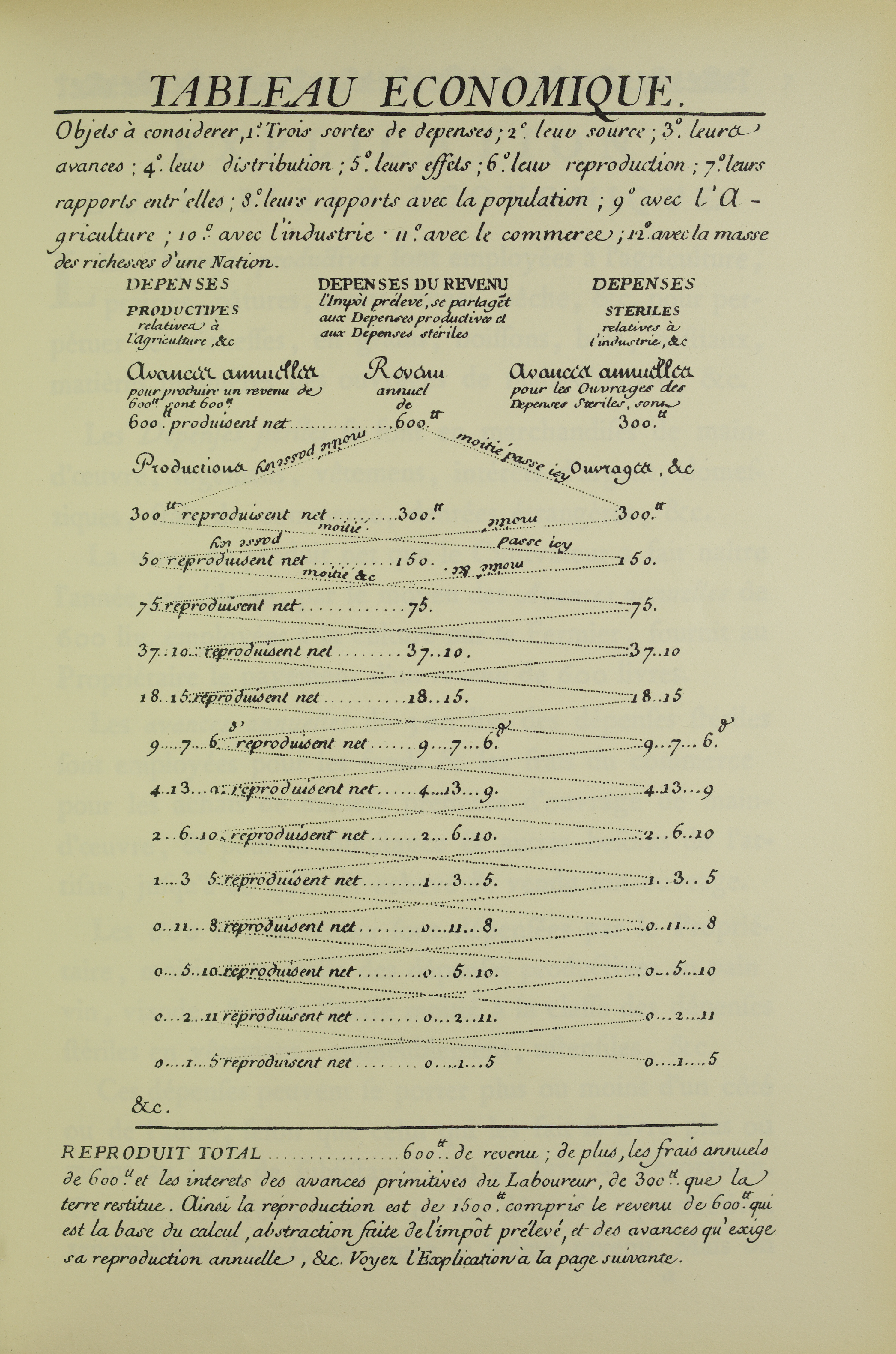
Tableau economique, 1965

У своїх творах Ф. Кене рішуче заперечив погляди меркантилістів на економічні проблеми, що, по суті, було відображенням незадовільного становища сільського господарства, до якого призвів так званий кольбертизм часів короля Людовіка XIV (це відзначав і Адам Сміт, характеризуючи фізіократію як реакцію на меркантилістську політику Ж. Б. Кольбера). В них відображена його переконаність у необхідності переходу до фермерського господарства як основи вільного (ринкового) механізму господарювання на принципах повної свободи ціноутворення в країні та вивезення за кордон сільськогосподарської продукції.
Ф. Кене перший в економічній теорії досить глибоко обґрунтував положення про капітал. Якщо меркантилісти зазвичай ототожнювали капітал з грішми, то Ф. Кене вважав, що гроші самі собою є безплідним багатством, яке нічого не виробляє. За його термінологією, сільськогосподарські знаряддя, будівлі, тварини і все те, що використовується у землеробстві протягом декількох виробничих циклів, є «початкові аванси» (за сучасною термінологією — основний капітал). Витрати на насіння, корми, оплату працівників тощо, які здійснюються протягом одного виробничого циклу, він вважав «щорічним авансом» (за сучасною термінологією — оборотний капітал). Однак заслуга Ф.Кене не лише в розподілі капіталу на основний і оборотний за його виробничою ознакою. Він зміг переконливо довести, що разом з оборотним у русі перебуває основний капітал.
Ф. Кене висловив низку цікавих неординарних думок щодо торгівлі. Так, визнаючи, що торгівля є «безплідним заняттям», він водночас застерігав від помилкового враження, нібито завдяки загальній конкуренції вона стала шкідливою — «адже іноземні купці вивозять та отримують на своїй батьківщині ту винагороду, яку ми сплачуємо їм за надані нам послуги; таким чином, цією винагородою ми збагачуємо інші нації». Не погоджуючись з таким твердженням, Ф. Кене зазначав, що необхідна тільки «абсолютна свобода торгівлі» як умова її розширення, усунення монополії та скорочення торговельних витрат.
Систему Кене творчо розвивав з 1960-х рр. М. Д. Руденко, праці якого високо оцінив А. Д. Сахаров як альтернативу політекономії марксизму.